# Ahermodontus
Ahermodontus är ett släkte av skalbaggar. Ahermodontus ingår i familjen Aphodiidae.
Kladogram enligt Catalogue of Life:
| Ahermodontus | \| \| Ahermodontus ambrosi \| \| \| \| \| \| Ahermodontus bischoffi \| \| \| \| \| \| Ahermodontus marini \| \| \| \| |
|              | \| \| Ahermodontus ambrosi \| \| \| \| \| \| Ahermodontus bischoffi \| \| \| \| \| \| Ahermodontus marini \| \| \| \| |
|              | Ahermodontus ambrosi                                                                                                  |
|              | |
|              | Ahermodontus bischoffi                                                                                                |
|              | |
|              | Ahermodontus marini                                                                                                   |
|              | |